# ドラコレックス
ドラコレックス（学名：Dracorex）は、後期白亜紀の北アメリカ大陸に生息していた周飾頭亜目堅頭竜下目の恐竜の属。パキケファロサウルス科に分類される。『ハリー・ポッター』シリーズに登場するホグワーツ魔法魔術学校にちなんでドラコレックス・ホグワーツィア（Dracorex hogwartsia）という学名が命名されており、意味は「ホグワーツの竜王」となる。
複数の古生物学者により、スティギモロクと共にパキケファロサウルスの幼体である可能性が指摘されており、その場合はパキケファロサウルスのジュニアシノニムとなる。

## 発見と命名
ドラコレックスの化石はアイオワ州スーシティのアマチュア化石ハンターにより、サウスダコタ州のヘルクリーク累層で発見された。ホロタイプ標本 TCMI 2004.17.1 はほぼ完全な頭骨と第1・第3・第8・第9頸椎を含む。頭骨は研究のため2004年にインディアナポリス子供博物館に寄付され、2006年にロバート・T・バッカーとロバート・サリバンにより記載された。
学名は『ハリー・ポッター』シリーズに登場する架空の学校であるホグワーツ魔法魔術学校に由来する。バッカーは学名について相応しいとコメントし、「恐竜は子どもたちが頭を使って探求して科学的な想像力を働かせるのに最適な動物だ」と述べた。『ハリー・ポッター』シリーズの作者であるJ・K・ローリングも、シリーズの出版以来の思いがけない栄誉であると述べ、ホグワーツが恐竜の研究史に名を残したことを喜んだ。またドラコレックス自体についてはハンガリー・ホーンテールになぞらえた。

## 特徴

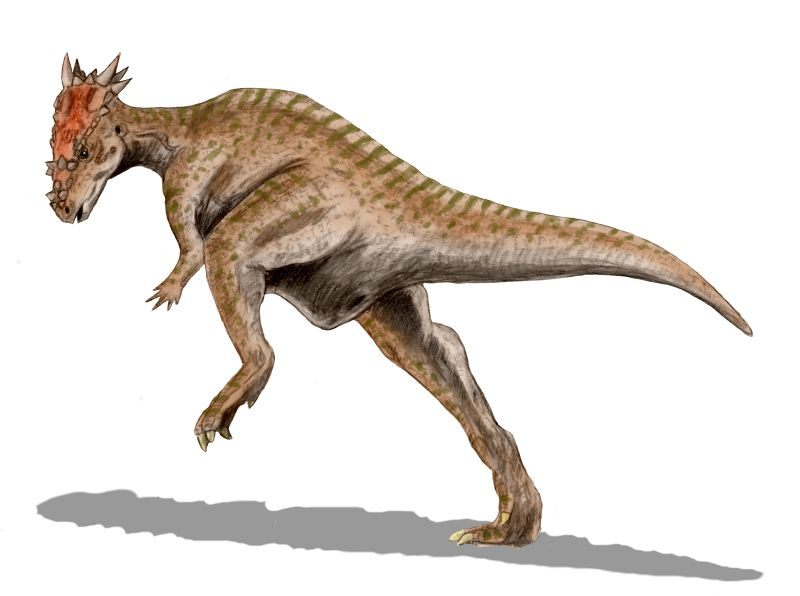
生体復元図

全長約2.4メートルと小型である。発掘された標本は若い成体の可能性が高いが、中部の頸椎の椎体と椎弓の骨化に基づくとほぼ成熟している。

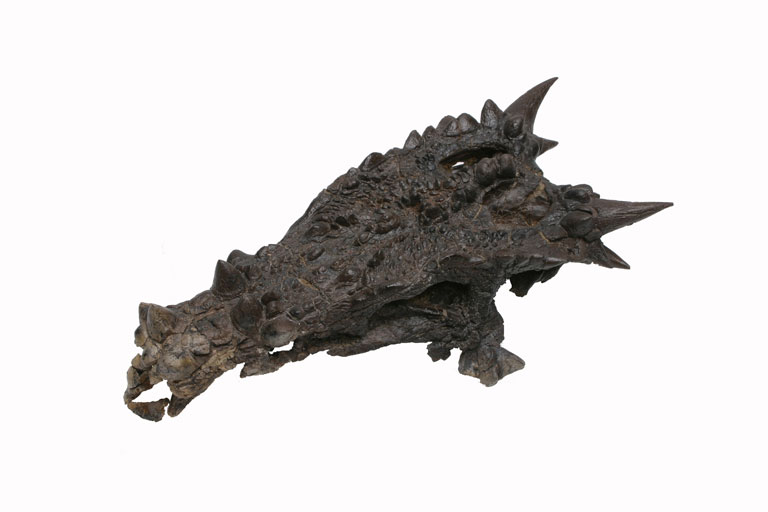
ホロタイプの頭骨

平たい頭骨は角やコブに覆われており、また吻部は長く伸びていた。ロバート・T・バッカーはこの角の生えた平たい頭部を武器として使用していたとコメントしている。近縁なスティギモロクおよびパキケファロサウルスと比較すると、これら2属に比べてドラコレックスは角が多く、また最も小型である。対してパキケファロサウルスは滑らかなドーム状の頭骨を持ち、スティギモロクはその中間型となる。この3属の関係については後述する。
なお、2018年にはドラコレックスに類似したパキケファロサウルスの頭骨が報告されており、この化石からは動物食性（肉食性）の獣脚類のものに似た鋭い歯が確認されている。エディンバラ大学のスティーブ・ブルサットは、彼らが植物のほかに小型哺乳類や両生類および小型の恐竜を含む爬虫類を捕食するような、雑食動物であった可能性を指摘している。

## 分類

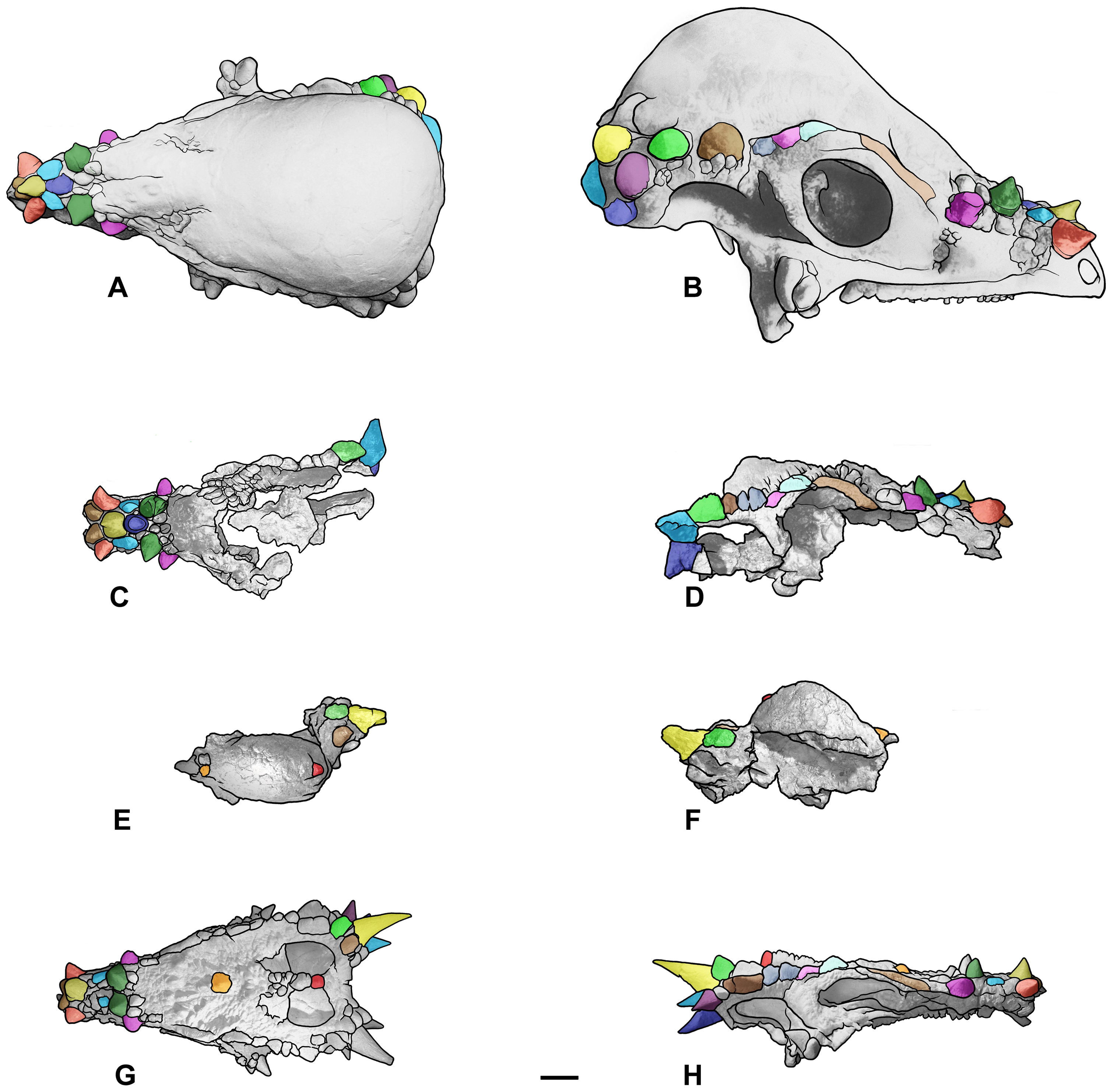
ドラコレックス、スティギモロク、パキケファロサウルスの成長段階を示すダイアグラム

ドラコレックスは、実際には近縁なスティギモロクあるいはパキケファロサウルスの個体そのものである可能性がある。これらの属ほど頭部のドームが発達していないのは、ドラコレックスとされる個体が幼体ないし雌個体であったためと考えられている。この見解は2007年に古脊椎動物学会の年会で提唱された。モンタナ州立大学のジャック・ホーナーは、唯一存在するドラコレックス標本の解析から、この幼体がスティギモロクの幼体の可能性がある証拠を提示した。さらに彼は、スティギモロクとドラコレックスの両方がパキケファロサウルスの幼体であることを示唆するデータも提示した。ホーナーとマーク・B・グッドウィンは2009年に論文を発表し、これら3「種」の頭骨のスパイクあるいはコブとドームが極端な可塑性を示すことを示唆し、さらにドラコレックスとスティギモロクの標本が幼体のものしか知られていない一方でパキケファロサウルスは成体の標本しか知られていないことを指摘した。これらの観察に加え、これら3タイプの恐竜は全て同じ時代の同じ地域に生息していた。彼らはドラコレックスとスティギモロクは単にパキケファロサウルスの幼体であり、彼らは成長と共にスパイクを失ってドームが発達していくと結論付けた。研究者はドラコレックスの頭骨の破壊分析ができず、記載のためには頭骨の型を使用しなくてはならなかった。ニック・ロングリッチらによる2010年の研究でも、ゴヨケファレやホマロケファレのような平らな頭骨を持つパキケファロサウルス類はドーム状の頭骨を持つ成体の幼体である、という仮説が支持された。

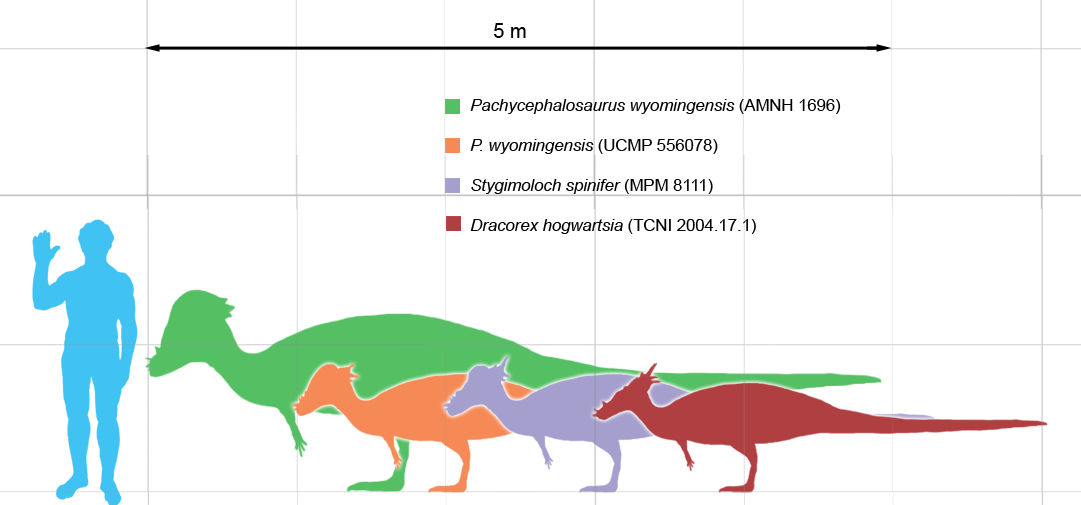
ドラコレックス、スティギモロク、パキケファロサウルスの大きさ比較

2016年にグッドウィンとエヴァンスは、ヘルクリーク累層から収集された、既知の範囲内で最も若いパキケファロサウルスの解析を行った。この標本は唯一知られているドラコレックスの個体よりも若い1個体以上の標本であり、かつ類似した特徴を示しているため、通常であればドラコレックスに分類される。しかしこの標本からは、パキケファロサウルスへの成長過程を考えた場合に、ドラコレックスとスティギモロクに固有の特徴がその過程において一貫した形態学的特徴になることが示唆された。すなわち、この若い個体からは、ドラコレックスの特徴が一過性のものである可能性が高いことが示唆され、スティギモロスクとドラコレックスを同属に組み込んだパキケファロサウルスの成長曲線に容易にプロットすることができる。このように、ドラコレックスは独立した属ではなく、パキケファロサウルスのジュニアシノニムである可能性が高いとされている。
2018年現在では、ドラコレックスはパキケファロサウルスの幼体として研究者の間で合意が得られている。2020年に日本語版が出版された『グレゴリー・ポール 恐竜事典』で、グレゴリー・ポールはドラコレックスおよびスティギモロクが属レベルまたは種レベルでパキケファロサウルスと同一の恐竜と認めている。パキケファロサウルスのタイプ種と別種である場合には、ドラコレックスとスティギモロクはパキケファロサウルス・スピニフェルに分類される。
なお同様の関係はケラトプス科角竜であるトリケラトプス、ネドケラトプス、トロサウルスに対しても提唱されている。

## 古環境
ドラコレックスの化石は、アメリカ合衆国西部のサウスダコタ州に分布するヘルクリーク累層から産出した。この層は後期白亜紀の末にあたる。当時の生息環境は湿潤気候の沿岸に広がる森林地帯で、生態系を共有していた捕食動物にはティラノサウルスが挙げられる。